# Brouwerij Den Anker
Brouwerij Den Anker is een voormalige brouwerij te Jabbeke en actief tot 1920.

## Geschiedenis
De brouwerij ontstond rond midden 18de eeuw in de herberg "Het Schaekhof" waarvan de eerste vermeldingen teruggaan tot 1550. 
In de loop van de 19de eeuw werd de brouwerij eigendom van de Brugse notaris Bernard Verhulst. De activiteiten werden gestaakt in 1920 .